# Cas13
Cas13 est une protéine qui, associée à CRISPR, permet de cibler non l'ADN mais l'ARN, afin notamment de corriger des mutations sans toucher à l'ADN.
Cas13 se trouve posséder des propriétés moléculaires rendant possible le développement d'une nouvelle génération de diagnostics génétiques révolutionnaires, semblables à de simples tests de grossesse, mais permettant de diagnostiquer une infection ou une maladie génétique en moins d'une heure.
En octobre 2017 a été créé un nouvel outil nommé REPAIR (pour « RNA Editing for Programmable A to I Replacement ») basé sur l'enzyme CRISPR-Cas13 associée à une autre protéine. REPAIR a la capacité de modifier l'ARN et non l'ADN lui-même. Cette technique rend REPAIR complémentaire de Cas9. Elle sera utile pour lutter contre la maladie de Parkinson ou l’épilepsie focale. Là où CRISPR-Cas9 avait provoqué des mutations indésirables ((en) off-target), REPAIR n'en a engendré que très peu.
Feng Zhang, le Broad Institute et le MIT prévoient de partager largement le système REPAIR en le rendant disponible gratuitement pour la recherche académique.